# Редукціон нерухомості
Редукціон — торги на зниження ціни.
Редукціон нерухомості — це новий спосіб придбання нерухомості, який відрізняється від аукціону тим, що торги ведуться на зниження вартості. У редукціоні оголошується стартова вартість квартири або будинку, а учасники знижують цю ціну до тієї, яка прийнятна для них. Торги на зниження йдуть не до «нуля», продавець заздалегідь анонсує мінімально можливу фіксовану ціну на кожен лот, нижче якої не зможе його продати. При цьому покупець дійсно може придбати об'єкт за зниженою ціною. Під час редукціону заявлена вартість лоту може бути знижена до 40 %.

## Процедура проведення редукціону
Редукціон проводиться в тому випадку, якщо на участь в ньому подало заявки не менше двох покупців.
Торги починаються з оголошення об'єктів, які беруть участь в редукціоні. У редукціоні можуть брати участь тільки продавці, об'єкти яких були прийняті організаторами ще до початку торгів.
Процедура проведення редукціону складається з декількох етапів:
1. Реєстрація учасників;
2. Зареєстровані учасники отримують номери, під якими вони сповіщають ведучого про намір придбати лот в ході редукціону;
3. Ведучий оголошує лот, його ціну і крок зниження;
4. Крок за кроком ведучий знижує заявлену ціну;
5. Редукціон триває до тих пір, поки хтось з учасників не заявить про намір придбати лот.
6. В разі, якщо ведучий покроково знизив ціну до мінімально можливої, і ніхто з учасників не виявив бажання придбати лот, то лот автоматично знімається з тогрів.

## Види редукціону
Існує два види проведення редукціону:
- Відкрита форма;
- Закрита форма.

При відкритих торгах всі присутні учасники публічно називають свої цінові пропозиції. Торги ведуться до тих пір, поки один з них не оголосить свою мінімальну ціну, нижче якої продавець не погодиться на угоду.
Закрита форма (електронні торги) проходять на віртуальних торгових майданчиках в Інтернеті в режимі реального часу. Всі учасники зареєстровані відповідно до вимог і повинні дотримуватися правил, встановлених організаторами торгів.